# Elezioni politiche italiane del 2008 (Lombardia)
Le elezioni furono vinte in Lombardia dalla coalizione di centrodestra composta da Popolo della Libertà e Lega Nord, come del resto rispecchia l'andamento nazionale. Il Popolo della Libertà fu il partito più votato alle elezioni con il 33.5%, davanti al Partito Democratico (28.1%) e Lega Nord (21.6%).
Qui di seguito è indicato l'elenco degli eletti alla Camera e al Senato per la Lombardia.

## Eletti in Lombardia

### Camera dei Deputati

#### Lombardia 1 (Milano-Monza)

##### Popolo della Libertà
- Ignazio La Russa
- Stefania Craxi
- Gianfranco Rotondi
- Andrea Ronchi
- Mario Valducci
- Paolo Romani
- Maurizio Lupi
- Luigi Casero
- Francesco Colucci
- Gaetano Pecorella
- Paola Frassinetti
- Valentina Aprea
- Mariella Bocciardo
- Elena Centemero
- Riccardo De Corato
- Giorgio Stracquadanio

##### Partito Democratico
- Matteo Colaninno
- Linda Lanzillotta
- Barbara Pollastrini
- Erminio Angelo Quartiani
- Enrico Farinone
- Furio Colombo
- Emilia De Biasi
- Emanuele Fiano
- Vinicio Peluffo
- Alessia Mosca
- Roberto Zaccaria
- Lino Duilio
- Pierluigi Mantini

##### Lega Nord
- Umberto Bossi
- Giancarlo Giorgetti
- Ettore Pirovano (sostituito da Fabio Meroni il 21 dicembre 2011)
- Paolo Grimoldi
- Matteo Salvini (sostituito da Marco Desiderati il 13 luglio 2009)
- Giacomo Chiappori
- Claudio D'Amico
- Laura Molteni

##### Italia dei Valori
- Gabriele Cimadoro
- Anita Di Giuseppe

##### Unione di Centro
- Bruno Tabacci

#### Lombardia 2 (Bergamo-Brescia-Como-Sondrio-Varese-Lecco)

##### Popolo della Libertà
- Giulio Tremonti
- Mariastella Gelmini
- Raffaello Vignali
- Mirko Tremaglia (sostituito da Luigi Fabbri il 10 gennaio 2012)
- Gregorio Fontana
- Stefano Saglia
- Antonio Palmieri
- Adriano Paroli (sostituito da Marco Airaghi il 1º febbraio 2012)
- Laura Ravetto
- Viviana Beccalossi
- Giuseppe Romele
- Giorgio Jannone
- Massimo Maria Berruti
- Antonio Angelucci
- Renato Farina

##### Lega Nord
- Roberto Maroni
- Giacomo Stucchi
- Davide Caparini
- Marco Reguzzoni
- Daniele Molgora
- Nicola Molteni
- Marco Rondini
- Carolina Lussana
- Silvana Comaroli
- Jonny Crosio
- Pierguido Vanalli
- Erica Rivolta
- Raffaele Volpi
- Nunziante Consiglio

##### Partito Democratico
- Enrico Letta
- Paolo Corsini
- Paola Binetti
- Antonio Misiani
- Daniele Marantelli
- Giovanni Sanga
- Lucia Codurelli
- Renzo Lusetti
- Pierangelo Ferrari
- Chiara Braga

##### Unione di Centro
- Savino Pezzotta
- Luca Volontè

##### Italia dei Valori
- Sergio Michele Piffari
- Ivan Rota

#### Lombardia 3 (Cremona-Mantova-Pavia-Lodi)

##### Popolo della Libertà
- Gian Carlo Abelli
- Massimo Corsaro
- Maurizio Bernardo
- Chiara Moroni
- Andrea Orsini
- Carlo Nola

##### Partito Democratico
- Antonello Soro
- Luciano Pizzetti
- Maurizio Turco
- Angelo Zucchi
- Marco Carra

##### Lega Nord
- Andrea Gibelli (sostituito da Marco Maggioni il 18 maggio 2010)
- Giovanni Fava
- Alberto Torazzi

##### Unione di Centro
- Anna Teresa Formisano (sostituita da Pietro Marcazzan il 16 settembre 2010)

### Senato

#### Popolo della Libertà
- Roberto Formigoni (sostituito da Riccardo Conti il 4 giugno 2008)
- Alfredo Mantica
- Ombretta Colli
- Guido Possa
- Alessio Butti
- Giampiero Cantoni
- Marcello Dell'Utri
- Mario Mantovani
- Romano Comincioli (sostituito da Antonio Del Pennino il 21 giugno 2011)
- Antonino Caruso
- Luigi Scotti (sostituito da Maria Alessandra Gallone il 9 dicembre 2008)
- Antonio Tomassini
- Giancarlo Serafini
- Giuseppe Valditara
- Giacomo Caliendo
- Salvatore Sciascia
- Valerio Carrara
- Alfredo Messina
- Pierfrancesco Gamba

#### Partito Democratico
- Umberto Veronesi (sostituito da Francesco Monaco il 23 febbraio 2011)
- Mauro Ceruti
- Pietro Ichino
- Emanuela Baio
- Gerardo D'Ambrosio
- Daniele Bosone
- Fiorenza Bassoli
- Tiziano Treu
- Luigi Vimercati
- Antonio Rusconi
- Guido Galperti
- Cinzia Fontana
- Giorgio Roilo
- Paolo Rossi
- Marilena Adamo

#### Lega Nord
- Roberto Calderoli
- Giuseppe Leoni
- Rosi Mauro
- Massimo Garavaglia
- Cesarino Monti
- Roberto Mura
- Sandro Mazzatorta
- Lorenzo Bodega
- Fabio Rizzi
- Armando Valli
- Irene Aderenti

#### Italia dei Valori
- Giuliana Carlino
- Giuseppe Astore